# Bangia
Genre
Bangia est un genre d'algue rouge de la famille des Bangiaceae.
Le cycle de vie de l'algue comporte une alternance de deux générations : le gamétophyte macroscopique correspond à l'algue visible sur les rochers, et le sporophyte microscopique et filamenteux avait été décrit sous un autre nom pour certaines espèces : Conchocelis (Conchocelis rosea).

## Liste d'espèces
Selon AlgaeBase (3 juin 2012) :
- Bangia aeruginosa Sprengel (Sans vérification)
- Bangia amethystina Kützing (Sans vérification)
- Bangia anisogona Meneghini (Sans vérification)
- Bangia annulina (Roth) Sprengel (Sans vérification)
- Bangia atrovirens Lyngbye (Statut incertain)
- Bangia bidentata Kützing (Sans vérification)
- Bangia biseriata Meneghini (Sans vérification)
- Bangia boryi De Notaris (Sans vérification)
- Bangia caespitosa Reinsch (Sans vérification)
- Bangia callicoma Meneghini (Sans vérification)
- Bangia carnea (Dillwyn) Harvey (Sans vérification)
- Bangia ceramicola (Lyngbye) Harvey (Sans vérification)
- Bangia coccinea Kützing (Sans vérification)
- Bangia coccineopurpurea Kützing (Sans vérification)
- Bangia compacta Zanardini (Sans vérification)
- Bangia condensata Zanardini (Sans vérification)
- Bangia confervoides Zanardini (Sans vérification)
- Bangia corruscans De Notaris ex Kützing (Sans vérification)
- Bangia crispula Chauvin (Sans vérification)
- Bangia delilei (Montagne) Zanardini (Statut incertain)
- Bangia dura Zanardini (Sans vérification)
- Bangia enteromorphoides E.Y.Dawson
- Bangia fergusonii Grunow (Sans vérification)
- Bangia ferruginea Kerner (Sans vérification)
- Bangia flocculosa Schousboe (Statut incertain)
- Bangia foetida Sprengel (Sans vérification)
- Bangia foetida Steudel (Sans vérification)
- Bangia foliacea Schousboe (Statut incertain)
- Bangia fulvescens (C.Agardh) J.Agardh (Sans vérification)
- Bangia fuscopurpurea (Dillwyn) Lyngbye
- Bangia globifera Kützing (Sans vérification)
- Bangia gloiopeltidicola Tanaka
- Bangia grateloupicola P.L.Crouan & H.M.Crouan (Sans vérification)
- Bangia halymeniae M.J.Wynne
- Bangia harveyi Areschoug (Sans vérification)
- Bangia homotrichoides Kützing (Sans vérification)
- Bangia intricata Brébisson & Godey (Sans vérification)
- Bangia intricata Suhr ex Rabenhorst (Sans vérification)
- Bangia jadertina Meneghini ex Ardissone (Sans vérification)
- Bangia kerkensis Meneghini (Sans vérification)
- Bangia lacustris Carmichael (Sans vérification)
- Bangia lanuginosa Harvey (Sans vérification)
- Bangia latissima Meneghini (Sans vérification)
- Bangia lutea J.Agardh
- Bangia malacensis (Kützing) Kützing (Sans vérification)
- Bangia martialis De Notaris (Sans vérification)
- Bangia maxima Gardner
- Bangia pallescens Kützing (Sans vérification)
- Bangia pallida Kützing (Sans vérification)
- Bangia paradoxa (C.Agardh) Steudel (Sans vérification)
- Bangia parasitica Suhr (Sans vérification)
- Bangia punctulata Schousboe (Statut incertain)
- Bangia purpurea Schousboe (Statut incertain)
- Bangia quadripunctata Lyngbye (Statut incertain)
- Bangia repens Zanardini (Sans vérification)
- Bangia sericea Bory de Saint-Vincent (Sans vérification)
- Bangia sicula Ardissone (Sans vérification)
- Bangia simplex A.H.S.Lucas
- Bangia subaequalis Kützing (Sans vérification)
- Bangia tanakai Pham-Hoàng Hô
- Bangia tavarisii Welwitsch (Sans vérification)
- Bangia tenuis N.L.Gardner (Statut incertain)
- Bangia tenuissima Kützing (Sans vérification)
- Bangia thaerasiae Bory de Saint-Vincent (Sans vérification)
- Bangia trichodes Schousboe (Statut incertain)
- Bangia tristis De Notaris (Sans vérification)
- Bangia vermicularis Harvey
- Bangia viridis Lyngbye (Sans vérification)
- Bangia yamadae Tanaka
- Bangia yamadai Tanaka (Sans vérification)
- Bangia zanardinii Meneghini (Statut incertain)

Selon Catalogue of Life (3 juin 2012) :
- Bangia atropurpurea
- Bangia atrovirens
- Bangia aureola
- Bangia enteromorphoides
- Bangia fulvescens
- Bangia gloiopeltidicola
- Bangia halymeniae
- Bangia lutea
- Bangia quadripunctata
- Bangia rutilans
- Bangia tanakai
- Bangia tenuis
- Bangia vermicularis
- Bangia yamadae
- Bangia zanardinii

Selon ITIS (3 juin 2012) :
- Bangia ciliaris
- Bangia enteromorphoides
- Bangia fusco-purpurea (Dillwyn) Lyngbye
- Bangia tenuis

Selon NCBI (3 juin 2012) :
- Bangia atropurpurea
- Bangia fuscopurpurea
- Bangia gloiopeltidicola
- Bangia maxima
- Bangia vermicularis

Selon World Register of Marine Species (3 juin 2012) :
- Bangia enteromorphoides E.Y.Dawson, 1953
- Bangia fulvescens (C.Agardh) J.Agardh
- Bangia fuscopurpurea (Dillwyn) Lyngbye, 1819
- Bangia gloiopeltidicola Tanaka, 1950
- Bangia halymeniae M.J.Wynne, 1993
- Bangia lutea J.Agardh, 1842
- Bangia simplex A.H.S.Lucas, 1935
- Bangia tanakai Pham-Hoàng Hô, 1969
- Bangia vermicularis Harvey, 1853
- Bangia yamadae Tanaka, 1944
- Bangia atrovirens Lyngbye, 1819
- Bangia quadripunctata Lyngbye, 1819
- Bangia tenuis N.L.Gardner, 1927
- Bangia zanardinii Meneghini